# 건녕 (당)
건녕(乾寧, 894년 ~ 898년 8월)은 당나라(唐) 소종(昭宗) 이엽(李曄)의 네번째 연호이다. 4년 8개월 동안 사용하였다.

## 개원
- 경복(景福) 3년 1월 1일[1](894년 2월 10일)에 연호를 건녕(乾寧)으로 개원함.[2][3][4][5]

- 건녕(乾寧) 5년 8월 27일[6](898년 9월 16일)에 연호를 광화(光化)로 개원함.[2][3][7][5]

## 연대 대조표
| 건녕       | 원년       | 2년        | 3년        | 4년        | 5년        |
| 서기(西紀) | 894년      | 895년      | 896년      | 897년      | 898년      |
| 간지(干支) | 갑인(甲寅) | 을묘(乙卯) | 병진(丙辰) | 정사(丁巳) | 무오(戊午) |

## 동시대 연호

### 중국
남조(南詔)
- 차야(嵯耶) (889년 ~ 897년)
- 중흥(中興) (897년 ~ 902년)

기타
- 동창(董昌) 순천(順天) (895년 ~ 896년)

### 일본
- 간표(寬平) (889년 ~ 898년)
- 쇼타이(昌泰) (898년 ~ 901년)

## 같이 보기
- 중국의 연호 목록